# Fluorid titanitý
Fluorid titanitý je anorganická sloučenina se vzorcem TiF3. Podobně jako ostatní titanité soli se jedná o silné, již na vzduchu se oxidující redukční činidlo. Při práci s ním je třeba vyhnout se silným kyselinám.